# Nesoperla
Nesoperla is een geslacht van steenvliegen uit de familie Gripopterygidae. De wetenschappelijke naam van het geslacht is voor het eerst geldig gepubliceerd in 1923 door Tillyard.

## Soorten
Nesoperla omvat de volgende soorten:
- Nesoperla fulvescens (Hare, 1910)
- Nesoperla johnsi McLellan, 1977
- Nesoperla patricki McLellan, 2003